# Chiesa di Sant'Urbano (Padova)
La chiesa di Sant'Urbano era un edificio religioso di origine medievale che si affacciava in contrà Sant'Urbano - attuale via San Martino e Solferino - a Padova. La chiesa, affiancata da un monastero benedettino e da un ospitium, fu suddivisa in botteghe ed abitazioni dopo il 1810 in seguito ai decreti ecclesiastici napoleonici.

## Storia
La non grande chiesa, affiancata da un piccolo monastero, venne fondata come beneficio dell'abbazia di Praglia. Se ne hanno notizie nel 1185. Serviva inizialmente un ospitium. L'abate di Praglia Antonio Casale nel 1444 la restaurò e vi fu poi solennemente sepolto. La chiesa, seppure ufficiata, non godeva di rilevanze artistiche tanto da ridurla esclusa nelle guide settecentesche della città. Era dotata di un unico altare, posto verso levante. La facciata guardava verso l'attuale via Soncin. Nel 1777 vi venne sepolto l'abate Giuseppe Colombo. In seguito alle leggi napoleoniche la chiesa e il vicino complesso monastico vennero suddivisi in botteghe ed abitazioni e in parte occupata dalla celebre Osteria "le Animette". Seppur stravolta nella forometria, l'edificio sopravvive agli attuali 38 e 40 di via San Martino e Solferino, come le strutture monastiche, con il piccolo chiostro.